# Trivio (Castel San Giorgio)
Trivio (Triggio nel dialetto locale) è una delle undici frazioni che costituiscono il comune di Castel San Giorgio, in provincia di Salerno.

## Geografia fisica
Confina con Nocera Inferiore, Nocera Superiore, Roccapiemonte e Sarno, si trova nella parte sud del territorio comunale. A Trivio si trova l'uscita della A30 Caserta-Salerno, inoltre vi è presente una sede distaccata della Marina Militare, ormai in disuso. Negli ultimi anni si è sviluppata in questa frazione una fiorente zona industriale anche grazie al citato imbocco autostradale.
L'eremo di Santa Maria a Castello, uno dei monumenti più importanti di Castel San Giorgio, si trova proprio in questo territorio e non a caso è denominato anche Castello di Trivio. In questa frazione si trova anche la Galleria Borbonica, ovvero una galleria ferroviaria che attraversa il Passo dell'Orco e il palazzo baronale De Conciliis.
Prevalentemente Trivio è formata da parchi abitati di recente costruzione, fermo restando una certa storicità delle zone pedemontane abitate.

## Storia

### L'antica Fractanova e il Santuario di Santa Maria a Castello

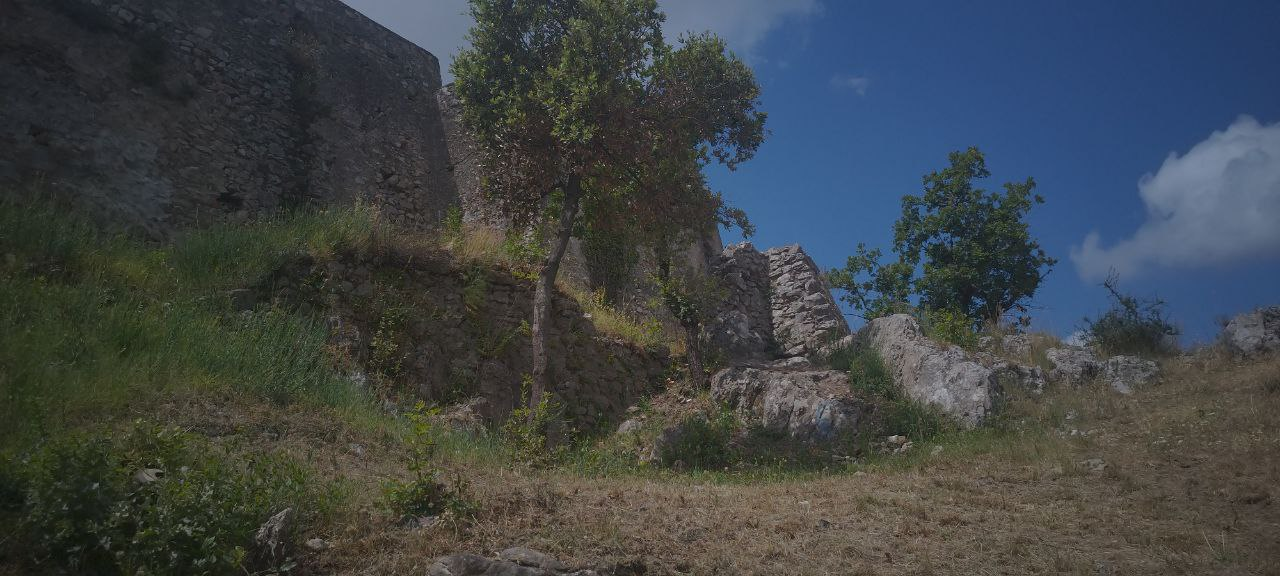
Resti del sito di Fossalupara

Nel territorio di Trivio si trova l'area archeologica di Fractanova e il contiguo eremo di Santa Maria a Castello.La mancanza di fonti certe ha permesso la formulazione di numerose ipotesi sulle origi dell'antica Fractanova, fondata secondo alcuni studiosi da un gruppo di pompeiani che, fuggiaschi dalla terribile eruzione del Vesuvio del 79 d.C., trovarono albergo sul colle di Santa Apollinare e ne iniziarono la urbanizzazione; ma c'è anche chi, come il dottor Napoli, intendente dell'antichità di Salerno, durante un sopralluogo, osservando alcuni reperti trovati un loco, segnalò che quella città distrutta, cinta ancora da antiche muraglie era sicuramente di epoca preromana. Tali affermazioni sono state rafforzate da ulteriori studi e ritrovamenti. Infatti sono stati individuati ruderi di opera incerta, abbondante materiale fittile tra cui molti frammenti di ceramica magno-greca a figure rosse e infine due oboli bronzei della zecca di Irnum. Anche Lorenzo Giustiniani, scrittore del Settecento, nella sua opera Dizionario Geografico Ragionato del Regno di Napoli ne sottolinea l'esistenza.
La prima notizia manoscritta riguardante Fractanova è contenuta nell'antica platea di Materdomini risalente al XIII secolo. Secondo questa fonte si rileva che, sin da quell'epoca, sul pianoro alla sommità del colle c'era una casa di recente fabbricata, una cisterna già costruita con tutto l'eremo che è poi l'antica fortezza di Fossalupara e che su questo altopiano vi erano due chiese, una in onore di sant'Apollinare e un'altra contenuta nella fortezza dedicata a san Gregorio. Nel territorio compreso tra le due chiese vi era una grande abbondanza di fondazioni di case e di cisterne diroccate e siccome lassù, come altrove, i primi cristiani trovarono il popolo che conservava i costumi romani e ancora pagani nel godere la vita, e nel continuare forse il culto degli idoli, delle passioni e delle superstizioni antiche, la città di Fractanova per i suoi peccati, o meglio per la sua corruzione "propter peccatum ipsius", fu devastata, disabitata e abbattuta completamente dalle fondazioni.
La storia di detta città non può essere divisa da quella dell'attuale eremo di Santa Maria a Castello che nacque nel periodo 758-786 come fortezza voluta da Arechi II, principe longobardo di Benevento, sulle rovine dell'antico Castrum Augusti, entrando quindi a fare parte di quella lunga teoria di castelli che assicuravano un perfetto controllo di tutto il principato longobardo di Benevento. Con la caduta dell'ultimo principe longobardo, Gisulfo II, l'antico castello perse la sua funzione militare e fu donato da Ruggiero San Severino nell'anno 1081 con tutte le sue pertinenze alla Badia Benedettina di Cava dé Tirreni. Dopo circa un secolo di parziale abbandono, ridotto al solo romitaggio, il castello fu affidato alla cura dei Padri Bianchi della vicina Badia di Materdomini e, verso la fine del Duecento, fu l'abate Giovanni a fondare l'eremo di Santa Maria a Castello con la chiesetta in onore della Madonna, che volle essere un rafforzamento del culto della Vergine di Materdomini. L'eremo, dopo circa tre secoli, passò nell'anno 1575 alla cura dei Francescani Conventuali che risiedevano in quel tempo nel convento di Sant'Antonio di Padova, a Nocera Inferiore. Nel 1808, con l'avvento del governo napoleonico e le leggi eversive della soppressione istituite da Gioacchino Murat, i Padri Conventuali persero oltre al loro convento principale di Nocera Inferiore anche l'eremo di Santa Maria a Castello, che passò così di proprietà del Demanio dello Stato. Dopo la parentesi napoleonica l'eremo tornò di nuovo alle dipendenze della Badia Benedettina di Cava dé Tirreni e per competenza alla parrocchia di San Giovanni Battista di Roccapiemonte che dipendeva da tale Badia. Solo nel 1856, in seguito a un vero e proprio concistoro tenuto in uno dei saloni del signorile palazzo Lanzara a Lanzara, l'Arcivescovo di Salerno S.E. Marino Paglia, insieme ad altre autorità ecclesiastiche, stabilì che la parrocchia di Roccapiemonte cedeva alla parrocchia di San Biagio di Lanzara l'eremo di Santa Maria a Castello con la frazione Trivio.

### La galleria borbonica
Nella frazione di Trivio vi è il traforo ferroviario denominato la Galleria dell'Orco che, inaugurato nel 1858, rappresenta la prima galleria ferroviaria del Regno delle Due Sicilie. Il nome deriva dal cosiddetto "Passo dell'Orco". Questo nome è attribuito alla presenza del campanile dell'orco, un mausoleo di epoca romana presente lungo il tratto viario. Il termine "orco" si riferisce ad Annibale, che passò di lì per assediare e conquistare Nuceria nella seconda guerra punica. La galleria, oggi ancora funzionante, fu realizzata da Ferdinando II delle Due Sicilie.
Il giorno dell'inaugurazione la galleria fu illuminata da oltre cinquemila lumini per permettere agli invitati l'attraversamento dei circa cinquecento metri di lunghezza. 

### Complesso di Villa Eleonora
La struttura fu inaugurata il 3 dicembre 1956 come Sanatorio di Trivio, destinato alla cura della tubercolosi. Alla cerimonia parteciparono autorità politiche e sanitarie, incluso il Senatore Vincenzo Monaldi e l'Arcivescovo Gaetanoendemo Gargiulo. Comunemente questo complesso è chiamato "Villa Eleonora", nel tempo cadde in disuso, divenne proprietà dell'ASL Salerno, e versa in condizioni di degrado.

### Palazzo De Conciliis
Il Palazzo Baronale di Paterno è legato alla storia del Feudo di Paterno che, fin dall’epoca medievale, è stato posseduto da grandi famiglie baronali. Dapprima fu concesso al nobile Filippo Budetta, poi passò alla famiglia Pandone la cui erede, Cornelia, lo portò in dote al barone Scipione Villano e la figlia Dorotea ancora a Don Carlo Guerraro. Nell’anno 1701 il feudo fu acquistato dalla famiglia dei baroni Negri di Spiano, che volle magnificarlo con la costruzione della splendida residenza palazziata. Tra il 1760 e il 1763 il palazzo fu completamente rifatto su disegni di Vanvitelli.
Nell’anno 1843 il barone Domenico de Conciliis, sposando Vincenza Negri, acquisì la proprietà dell’antico feudo conservandola fino agli anni ’70 del novecento, quando gli ultimi eredi ne hanno promosso lo smembramento e la vendita frazionata, compreso il palazzo.

## Manifestazione folcloristica
La Sagra della Pasta e Fagioli e della Pannocchia, ideata nel 1986 da Raffaele Pepe, ha raggiunto oggi una notevole importanza, classificandosi tra i più importanti eventi gastronomici della Campania. Nel 2013 ha raggiunto la sua XXV edizione ed è stata insignita, oltre che del Patrocinio del Comune di Castel San Giorgio, anche di quello della Regione Campania. Nel 2023 per la sua XXXIII edizione riceve il patrocinio del Ministero dell'agricoltura, della sovranità alimentare e delle foreste.
Si narra che il piatto, che ancora oggi viene preparato con i locali fagioli di Paterno e del pepe fatto venire appositamente dalle Americhe, venne preparato per la prima volta il 31 maggio 1858 in occasione dell'inaugurazione della galleria borbonica, e venne offerto a Sua Eccellenza l'Egregio Ministro delle Finanze e de' Lavori Pubblici Don Salvatore Murena, al Vescovo di Nocera Don Agnello Giuseppe D'auria Loffredo, all'Intendente della Provincia Domenico Caracciolo al comandante della Brigata Eventuale di Nocera con un drappello di soldati in grande divisa, alle bande musicali oltre al numeroso eletto seguito. Il ricavato di tale manifestazione ha permesso all'ente organizzatore no-profit l'Associazione San Michele Arcangelo di costruire un complesso sportivo e di contribuire alla realizzazione del complesso parrocchiale San Michele Arcangelo. Questa manifestazione si tiene ogni anno nell'ultima settimana di agosto, coinvolgendo tutto il paese.

## Infrastrutture e trasporti
La frazione è dotata di una stazione ferroviaria piuttosto importante, Codola, posta sulla linea Cancello-Avellino e capolinea della linea per Nocera Inferiore. Fra i vari collegamenti conta anche un interregionale da e per Roma.